# Regione di Rockhampton
La regione di Rockhampton è una Local Government Area che si trova nel Queensland. Essa si estende su una superficie di 18.361 chilometri quadrati e ha una popolazione di 109.336 abitanti. La sede del consiglio si trova a Rockhampton.